# Leidschendam
Leidschendam is een plaats in de gemeente Leidschendam-Voorburg, in de Nederlandse provincie Zuid-Holland. De plaats telt ongeveer 34.660 inwoners (2023).

## Gemeentelijke herindelingen
De gemeente(naam) ontstond in 1938 uit een fusie tussen de gemeenten Veur en Stompwijk met de buurtschap Wilsveen. Tot 1 januari 2002 vormde het een zelfstandige gemeente. Sindsdien is het samen met het kerkdorp Stompwijk en Voorburg onderdeel van de gemeente Leidschendam-Voorburg, gelegen aan het kanaal de Vliet, ook bekend onder de naam Rijn-Schiekanaal. De gemeente Leidschendam telde eind 2001 circa 40.000 inwoners op een oppervlakte van 37,8 km².

## Geschiedenis
De Vliet is een kanaal dat in de Middeleeuwen is gegraven. Het kanaal is min of meer de opvolger van het voormalige kanaal van Corbulo dat in de eerste eeuw door de Romeinen is gegraven onder de veldheer Corbulo (ca. 47 na Chr.) als verbinding tussen de Rijn en de Maas. Het kanaal liep van de Oude Rijn bij Roomburg (Leiden) via de Vliet en de Schie naar de Maasmonding.
Het kanaal loopt evenwijdig aan de strandwal Wateringen-Voorschoten. Op deze strandwal, die een voormalige kustlijn markeert, gevormd als gevolg van de zeespiegelrijzing na de laatste ijstijd, liggen van zuid naar noord de dorpen Wateringen, Rijswijk, Voorburg, Veur en Voorschoten.
In de 13e eeuw werd door graaf Floris V de landscheiding vastgesteld ter plaatse van de natuurlijke waterscheiding tussen de hoogheemraadschappen Rijnland en Delfland. De Landscheiding Rijnland-Delfland wordt vermeld in een oorkonde uit 1285.

### Dam in de Vliet
Daarbij werd vanwege het verschil in waterpeil – om wateroverlast in Delfland te voorkomen – een landscheidingsdijk aangelegd, inclusief een dam in de Vliet: De Lytsche Dam. Dit obstakel in de vaarroute tussen Leiden en Delft gaf veel economische bedrijvigheid, omdat alle passagiers en vracht op deze plaats van schip moesten wisselen.
Al snel ontstond aan weerszijden van de dam bebouwing.
Er kwamen verscheidene herbergen (in de 19e eeuw  't Eilant, Het Zwaantje De Stad Amsterdam, en De Vier Heemskinderen), een hoefsmederij en wat kleine woningen. Later kwamen er nog enige molens, waaronder de Salamander.
De bebouwing aan de noordzijde van de Vliet vormde het dorp Veur, gelegen in de gelijknamige heerlijkheid, later gemeente; de bebouwing ten zuiden van de Vliet werd Leidschendam genoemd, en behoorde tot het ambacht, later gemeente, Stompwijk. Samen vormen ze het historische centrum van het huidige Leidschendam.
Bij de dam werd een overtoom aangelegd om schepen over te kunnen trekken. In 1489 verkreeg Delft, met de steun van de eigenaar van de dam Hendrik van Naaldwijk, een vergunning van Delfland om een sluis te bouwen. Gouda en Dordrecht wilden echter dat de scheepvaart de gebruikelijke route via de Hollandse IJssel en de Gouwe bleef gebruiken. In januari 1492 stuurden Gouda en Dordrecht honderden arbeiders naar Leidschendam om de sluis te vernielen. Er werden nog vele rechtszaken door die steden gevoerd over Leidschendam. Pas in 1648 werd er een kleine sluis aangelegd. Het huidige sluizencomplex dateert uit 1885.
Het gemiddelde waterpeil van Delfland bedroeg vanaf 1892 tot circa 2005 NAP -0,40 meter, sindsdien is dit NAP -0,43 meter, dat van Rijnland is circa NAP -0,60 meter, zodat er een verschil in waterhoogte is van (bijna) 20 cm.
Evenwijdig aan de Vliet lag een jaagpad, een pad voor trekpaarden, in later tijd verbreed en geschikt gemaakt voor koetsen en de landbouwvoertuigen.

### Kerken
De plaatselijke boeren waren overwegend katholiek. Die van Veur, ten westen van de Vliet, gingen ter kerke in een statie, een schuilkerk, aan de huidige Veurse Achterstraat.

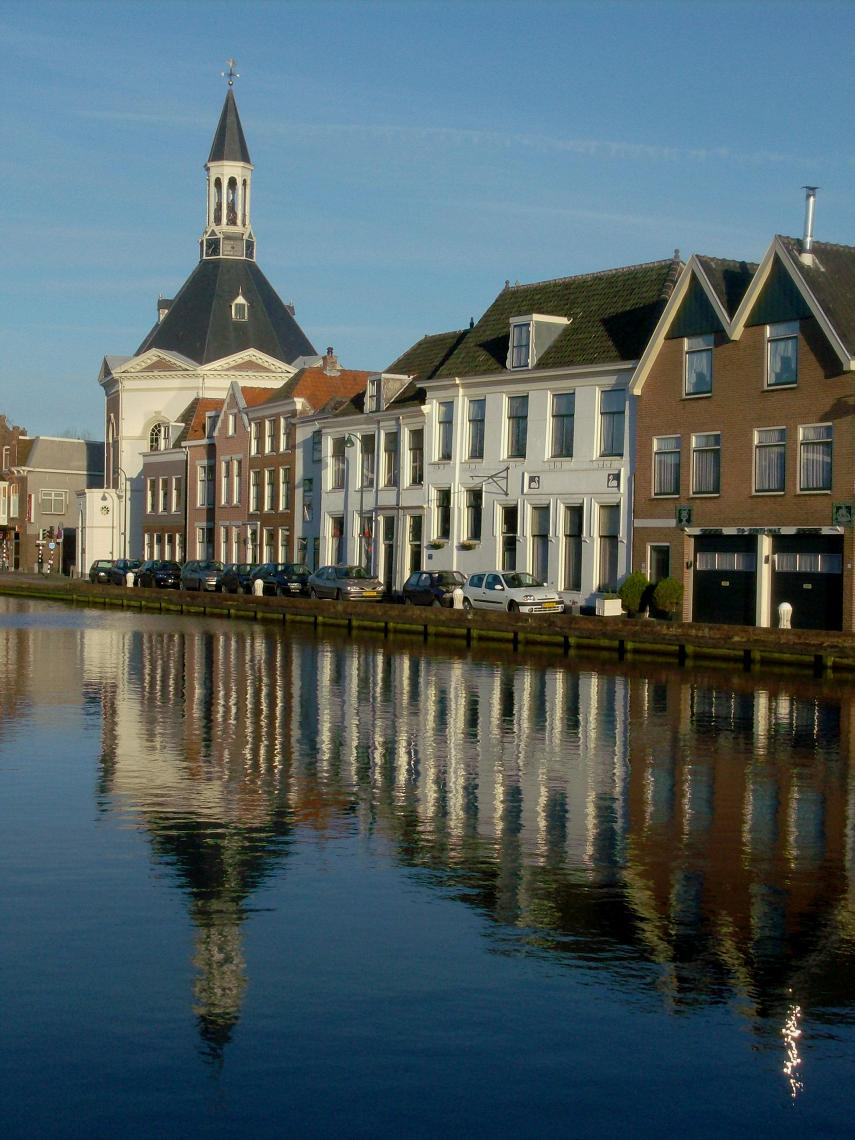
Dorpskerk aan de Delftsekade, langs de Vliet

De protestanten kregen in het midden van de zeventiende eeuw hun eigen kerk, ten oosten van de Vliet: de Dorpskerk, gebouwd naar ontwerp van de Leidse stadsmeestertimmerman Arent van 's-Gravesande. Het is een opvallende, achtzijdige koepelkerk. Na een brand in 1693 werd ze herbouwd. In 1865 werd de koepel door het huidige dak vervangen.
In de 19e eeuw werden ook katholieke kerken weer toegestaan. Rond 1880 werd de neogotische rooms-katholieke Petrus- en Pauluskerk gebouwd aan de westzijde van de Vliet. Tot circa 1960 waren de beide religies, gereformeerd en katholiek, strikt gescheiden.

### Leidschendam vandaag de dag
Van het oude dorp Leidschendam is behalve de kerken en enkele artnouveau-winkelpanden weinig bewaard gebleven. Rondom de dorpskern liggen verschillende grote kantoorgebouwen.
Sinds maart 2009 is Leidschendam de zetel van een instelling van de Verenigde Naties, namelijk het Libanontribunaal. Dit tribunaal zetelt in het voormalige gebouw van de Algemene Inlichtingen- en Veiligheidsdienst (AIVD) aan de Dr. van der Stamstraat.
Leidschendam heeft een overdekt winkelcentrum, de Westfield Mall of the Netherlands (ook bekend onder de oude naam Leidsenhage). In 2020 kwam het vernieuwde Leidsenhage af met 280 winkels en restaurants, een bioscoop en parkeergarage met 3.000 plaatsen verdeeld over 116.000 m².

## Monumenten

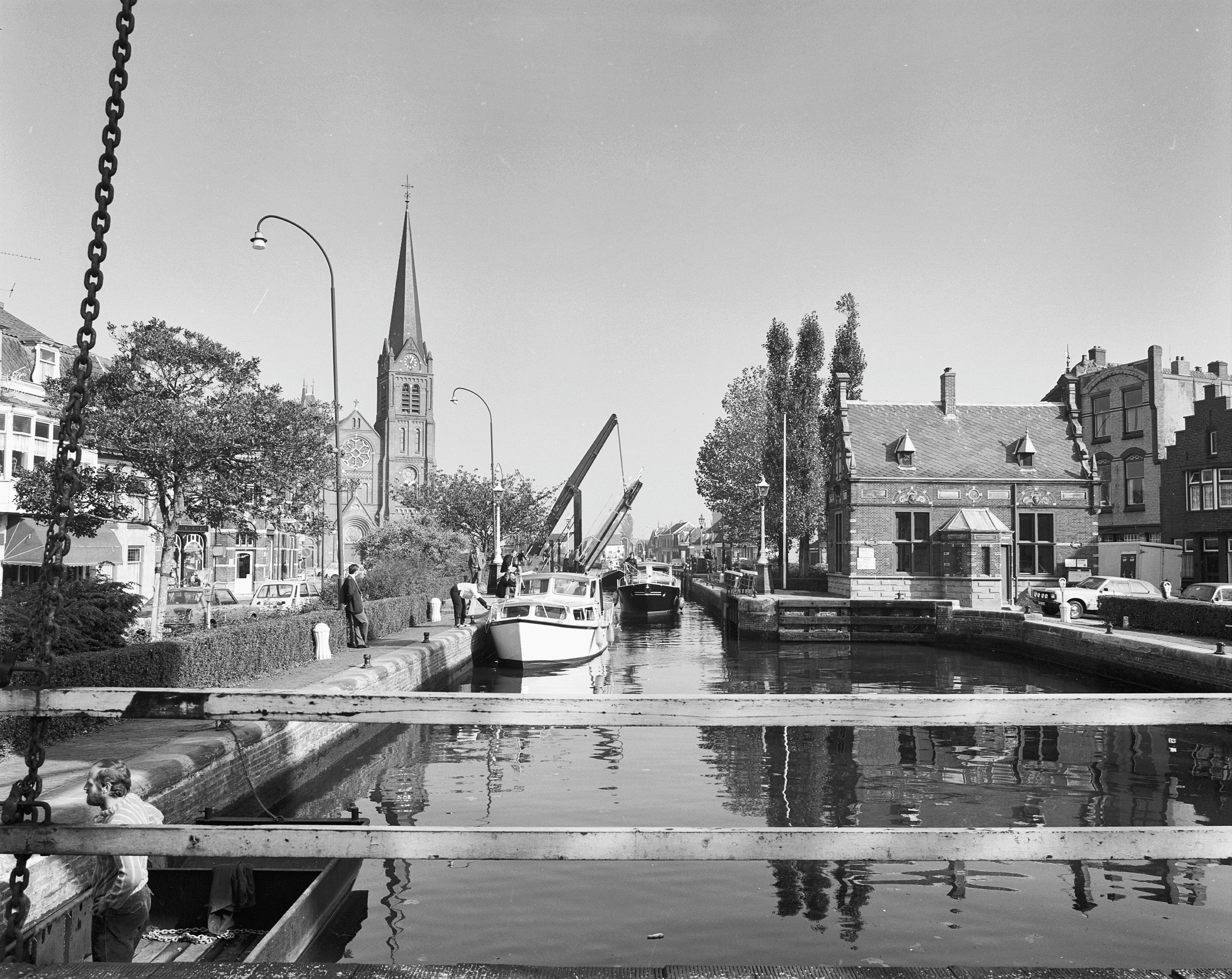
Het beschermd dorpsgezicht met de sluis en op de achtergrond de Petrus- en Pauluskerk; 1977.

Een deel van Leidschendam rondom de sluis is een beschermd dorpsgezicht. Verder zijn er in het dorp enkele tientallen rijksmonumenten en 60 gemeentelijke monumenten.
Op 23 mei 2013 onthulde de burgemeester een monumentaal informatiebord, dat herinnert aan de samenwerking tussen Anton Schrader, de Van Ravesteijnwerf en de gebroeders Jo (monteur) en Pier Meijer (bedrijfsleider) tijdens de Tweede Wereldoorlog, waardoor 72 Engelandvaarders goed voorbereid aan hun overtocht konden beginnen. Het herinneringsbord staat bij het elektrisch gemaal.

## Verkeer en vervoer

### Wegverkeer
Leidschendam heeft een aansluiting op de A4. Sinds 2003 is er met de Sijtwendetunnel (N14, onderdeel van de Noordelijke Randweg rondom Den Haag) een belangrijke verbindingsweg tussen de A44 en de A4. Tot die tijd moest al het verkeer dat de Vliet wilde oversteken de brug gebruiken bij het sluiscomplex in het centrum van Leidschendam. Ondanks de aanleg van de N14, heeft het oude centrum van Leidschendam nog steeds erg veel last van (sluip)verkeersoverlast door het grote verkeersaanbod wat de afgelopen jaren aanzienlijk is gestegen op de A4 en N14, hierdoor kan de N14 de grote hoeveelheid niet meer aan.

### Spoorwegen en Randstadrail

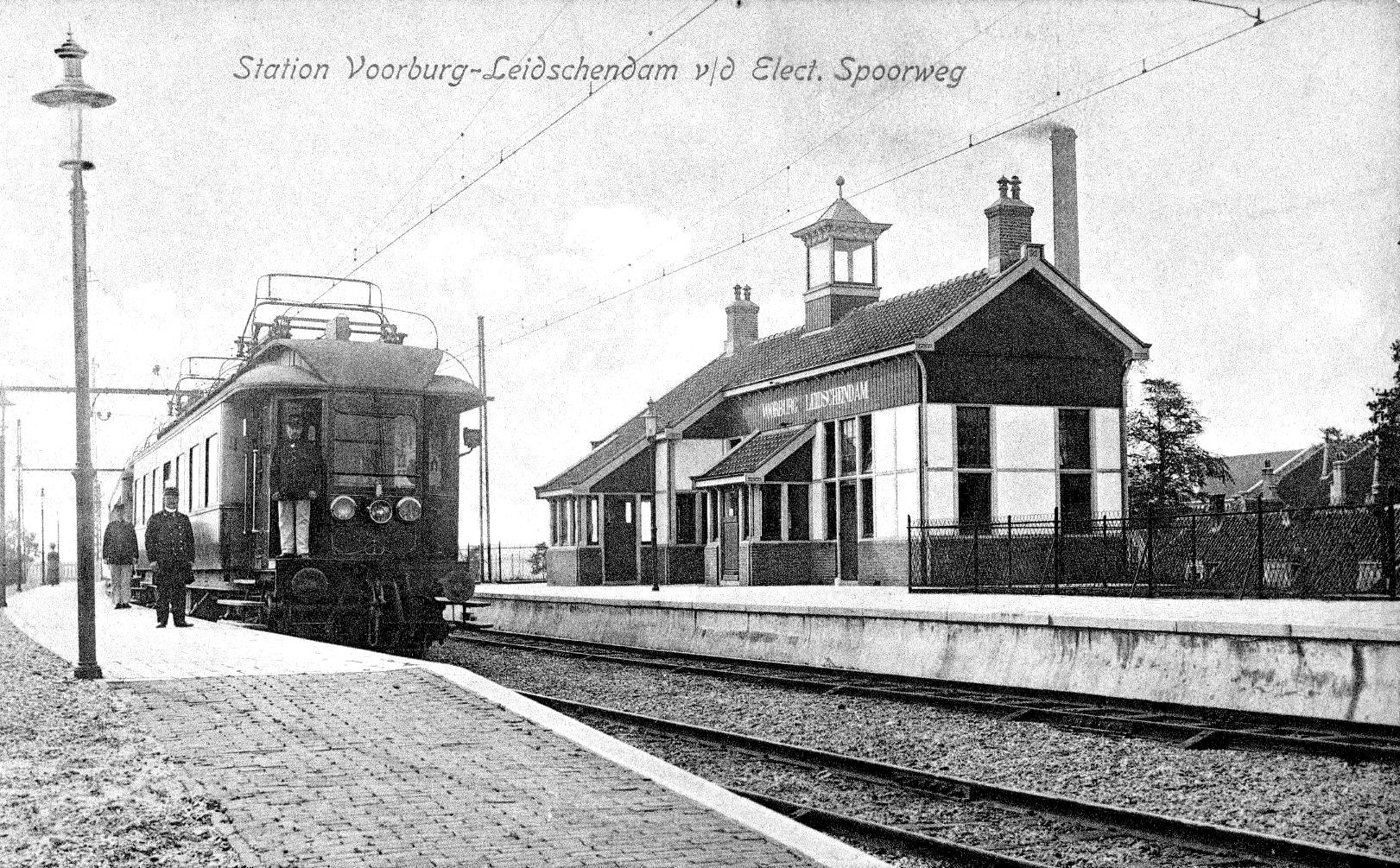
Station Voorburg-Leidschendam; circa 1908.

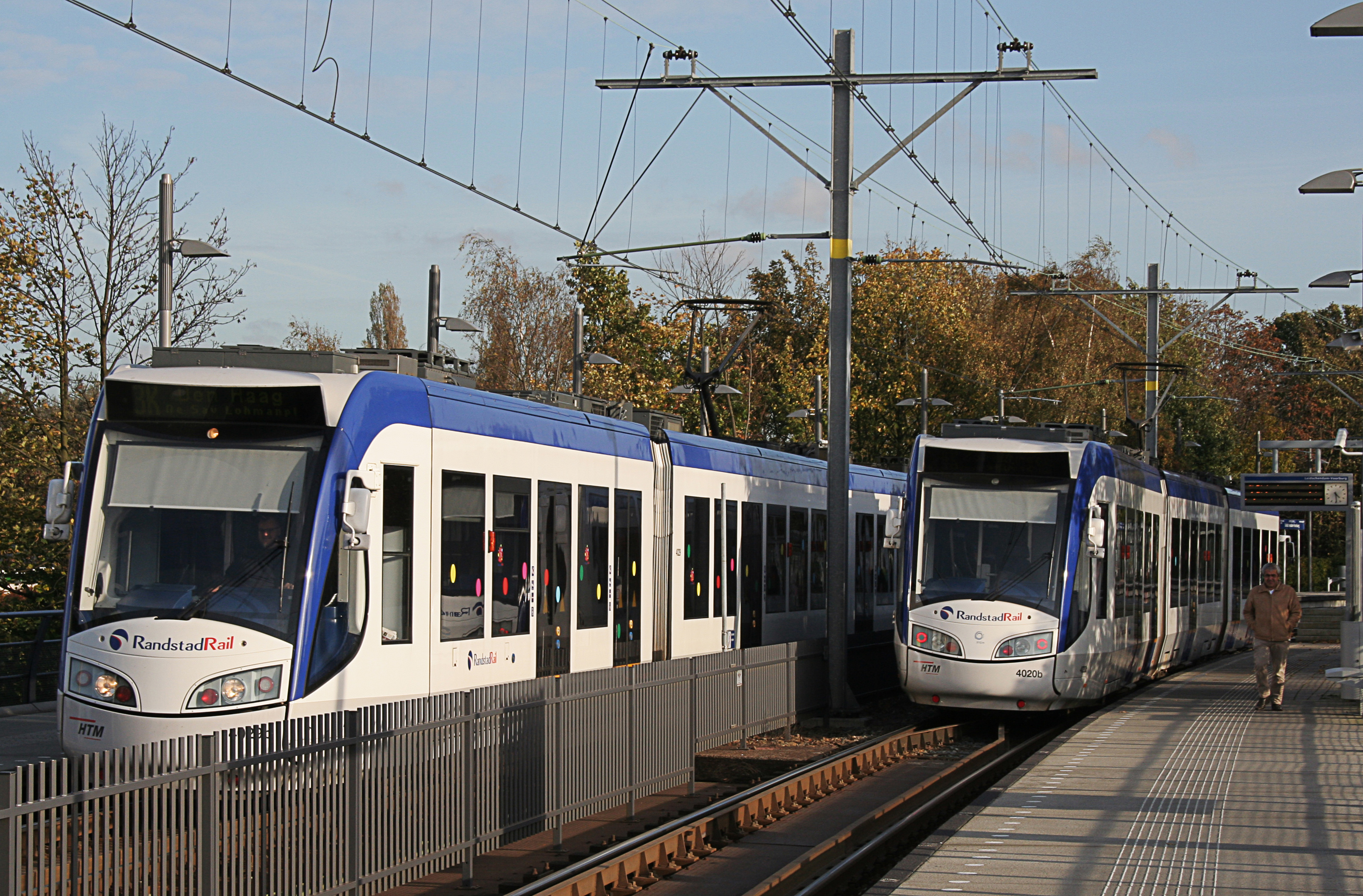
Randstadrail Station Leidschendam-Voorburg; 2008.

Van 1908 juni 2006 had Leidschendam een spoorwegstation aan de Hofpleinlijn en (vanaf 1977) de Zoetermeer Stadslijn: Leidschendam-Voorburg (hoewel ook via een brug over de Vliet vanaf Leidschendam bereikbaar eigenlijk in Voorburg gelegen). Vanaf 1908 is er ook de lijnwerkplaats Leidschendam waar onderhoud aan het elektrisch spoorwegmaterieel plaatsvindt. Sinds 2005 is er een  nieuwe verbindingsboog, de Nootdorpboog, aangelegd, die het werkplaatscomplex sindsdien verbindt met de spoorlijn Gouda - Den Haag.
Na de verbouwing tot metro- en sneltramverbinding is Leidschendam-Voorburg sinds 2007 een halte en metrostation van RandstadRail (HTM lijn 3 en HTM lijn 4 en sinds 2020 ook HTM lijn 34) en van RET-metrolijn E sinds 11 november 2006.

### Tramlijnen
Leidschendam (Veur) kreeg zijn eerste tramverbinding in 1883-1884 toen de IJsel Stoomtramweg-Maatschappij (IJSM) een stoomtram opende op de tramlijn Leiden Noordeinde - Den Haag. In 1893 werd de tramdienst overgenomen door de Maatschappij tot Exploitatie van Tramwegen (MET). In 1924 werd de stoomtram vervangen door een nieuwe elektrische tramlijn, die werd geëxploiteerd door de NZH. In Leidschendam, tussen de haltes Schakenbosch en Damlaan, werd een vrije trambaan aangelegd achter de bebouwing langs o.a. de huidige Oude Trambaan. Vijf haltes lagen binnen de gemeente Veur / Leidschendam.
Op 9 november 1961 werd deze tramlijn als laatste van de Blauwe Tram opgeheven en vervangen door een busdienst.
Sinds april 1971 heeft Leidschendam trams van de HTM. Tramlijn 6 rijdt sindsdien vanaf station Den Haag Mariahoeve via Voorburg Essesteijn naar Leidschendam-Noord.
In 1992 kwam tramijn 3 erbij. In 2001 nam tramijn 2 deze route over. Later dat jaar werd deze lijn ingekort tot Leidsenhage / Ziekenhuis Antoniushove. In de jaren daarna werd deze eindpunten enkele malen gewisseld. Sinds 2013 is het eindpunt HMC Antoniushove (Westfield Mall of the Netherlands).
Sinds 2010 rijdt ook tramijn 19 door Leidschendam: vanaf Leidsenhage / HMC Antoniushove (Westfield Mall of the Netherlands) via de Vliettunnel richting Leidschenveen en verder.
Ook rijden er de streekbuslijnen 45 en 46 van EBS.

## Sport
Leidschendam heeft een ruim aanbod aan sport.
Zo zijn er twee voetbalverenigingen, dat zijn RKAVV en SEV. RKAVV behaalde twee keer het kampioenschap in de 2e klasse KNVB waarvan de laatste keer in 2001. RKAVV promoveerde daardoor naar de 1e klasse KNVB waar het in 2011 het kampioenschap behaalde.
Ook heeft Leidschendam een sportcomplex en recreatiezwembad, De Fluit. Dit bestaat uit een aantal sporthallen en een zwemcomplex met verschillende baden, waaronder een wedstrijdbad, een doelgroepenbad en een peuter-/kleuterbad.

## Geboren in Leidschendam
- Puck Brouwer (1930-2006), atlete

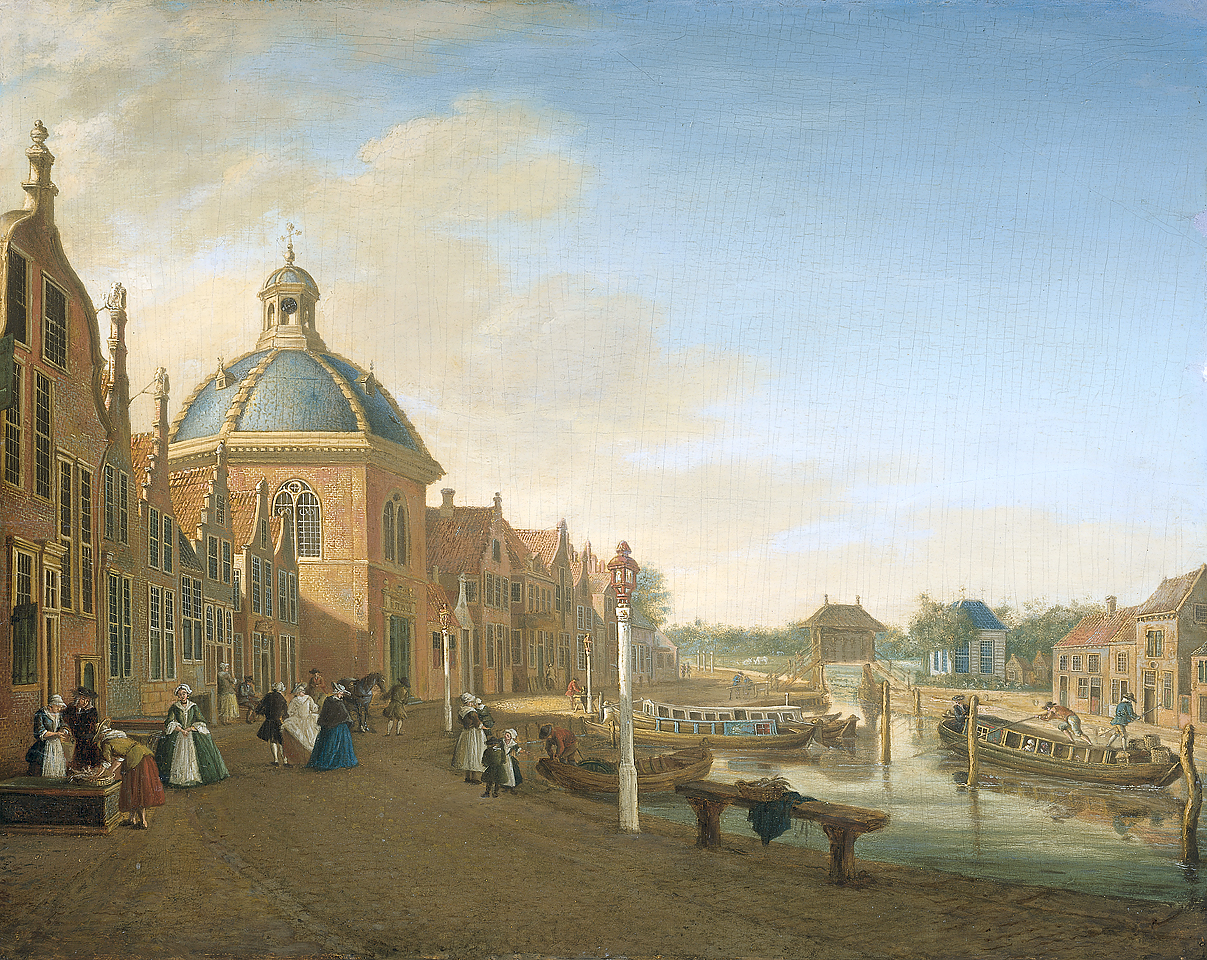
Paulus Constantijn la Fargue, De kom in de trekvaart tussen Den Haag en Leiden in Leidschendam (1756).

- Igo van Bohemen (1932-2024), vastgoedontwikkelaar en auteur
- Jan Heemskerk sr. (1937-2021), journalist en columnist
- Jan Hein Boone (1939), politicus
- Kees Schuyt (1943), socioloog, jurist en columnist
- Hans Scheepmaker (1951-2020), regisseur en producent
- Adriaan Bontebal (1952-2012), dichter en schrijver
- Jan Hendriks (1954), r.k. bisschop van het bisdom Haarlem-Amsterdam
- Johan Verhoek ("de Hakkelaar") (1954), crimineel en drugshandelaar
- André Stafleu (1955), voetballer
- Marijke Vos (1957), politica
- Han Kulker (1959), atleet
- Jan Heemskerk (1962), journalist en columnist
- Aart de Kort (1962-2025), organist
- Mathieu Nab (1965), beeldhouwer
- Anne Schot (1966), botanicus en taxonoom
- Karien van Gennip (1968), politica
- Tim de Leede (1968), cricketspeler
- Roos Ouwehand (1968), actrice
- Roderick Vonhögen (1968), r.k. priester, columnist en mediadeskundige
- Alfred Schaffer (1973), dichter
- Joost Baars (1975), dichter
- Jan van Velzen (1975), wielrenner
- Sascha Baggerman (1976), politica
- Sander van Gessel (1976), voetballer en voetbaltrainer
- Frank Evenblij (1978), acteur en presentator
- Pascal van Assendelft (1979), atlete
- Wesley Dorrius (1979), live-dj en grafisch ontwerper
- Edwin van de Graaf (1983), voetbalscheidsrechter
- Alexander Kops (1984), politicus
- Aart de Kort (1962), organist
- Paul Simonis (1985), voetbaltrainer
- Ferne Snoyl (1985), voetballer
- Christine Teunissen (1985), politica
- Ruben Brekelmans (1986), politicus (VVD); sinds juli 2024 minister van Defensie
- Wesley Verhoek (1986), voetballer
- Leroy Resodihardjo (1987), voetballer
- Chantal Versluis (1988), softballer
- Darius van Driel (1989), golfer
- Daryl Janmaat (1989), voetballer
- John Verhoek (1989), voetballer
- Sabine Plönissen (1996), hockeyster
- Matthew Immers (2000), beachvolleyballer
- Luna Fokke (2001), hockeyster

## Overleden
- Hendrik Banning (1900-1970), burgemeester
- Willem Hendrik van den Berge (1905-1987), politicus
- Gerrit van Dam (1922-1999), politicus
- Cees van Lent (1922-2000), politicus, militair
- Willem Scholten (1927-2005), politicus
- Ted Meines (1921-2016), verzetsman, militair

## Galerij

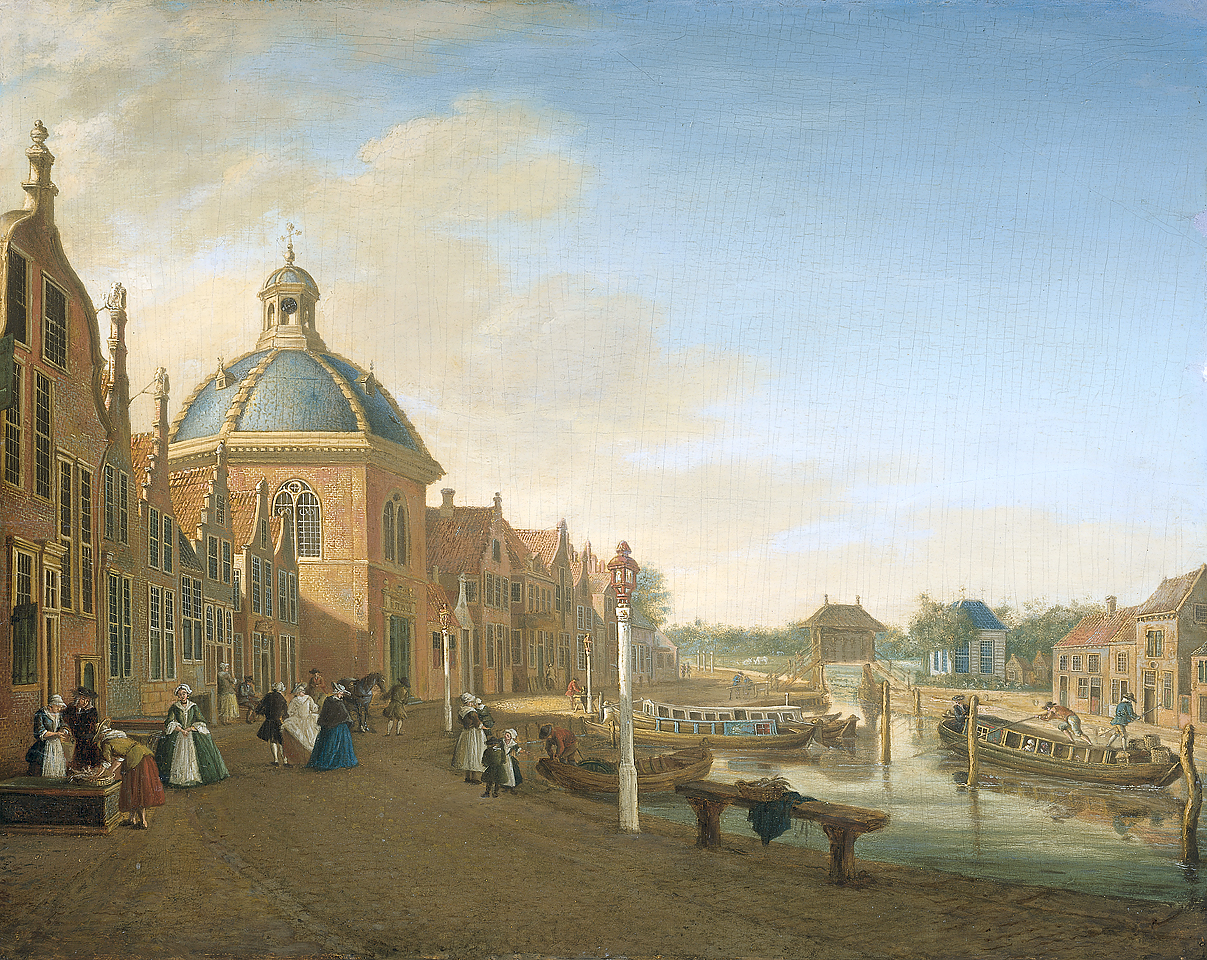
De kom in de trekvaart tussen Den Haag en Leiden in Leidschendam, 1756, Paulus Constantijn la Fargue
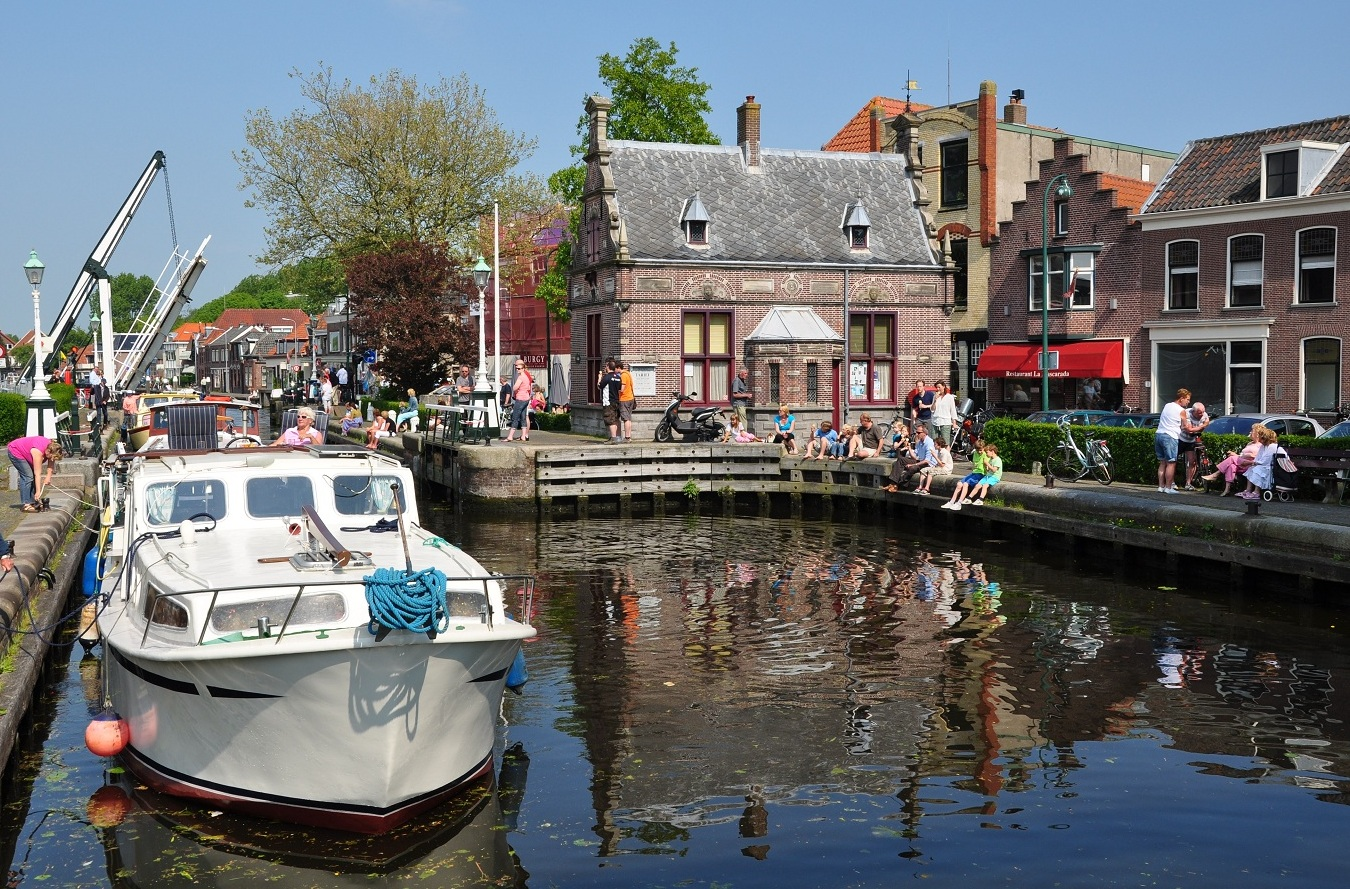
De sluis in de Vliet
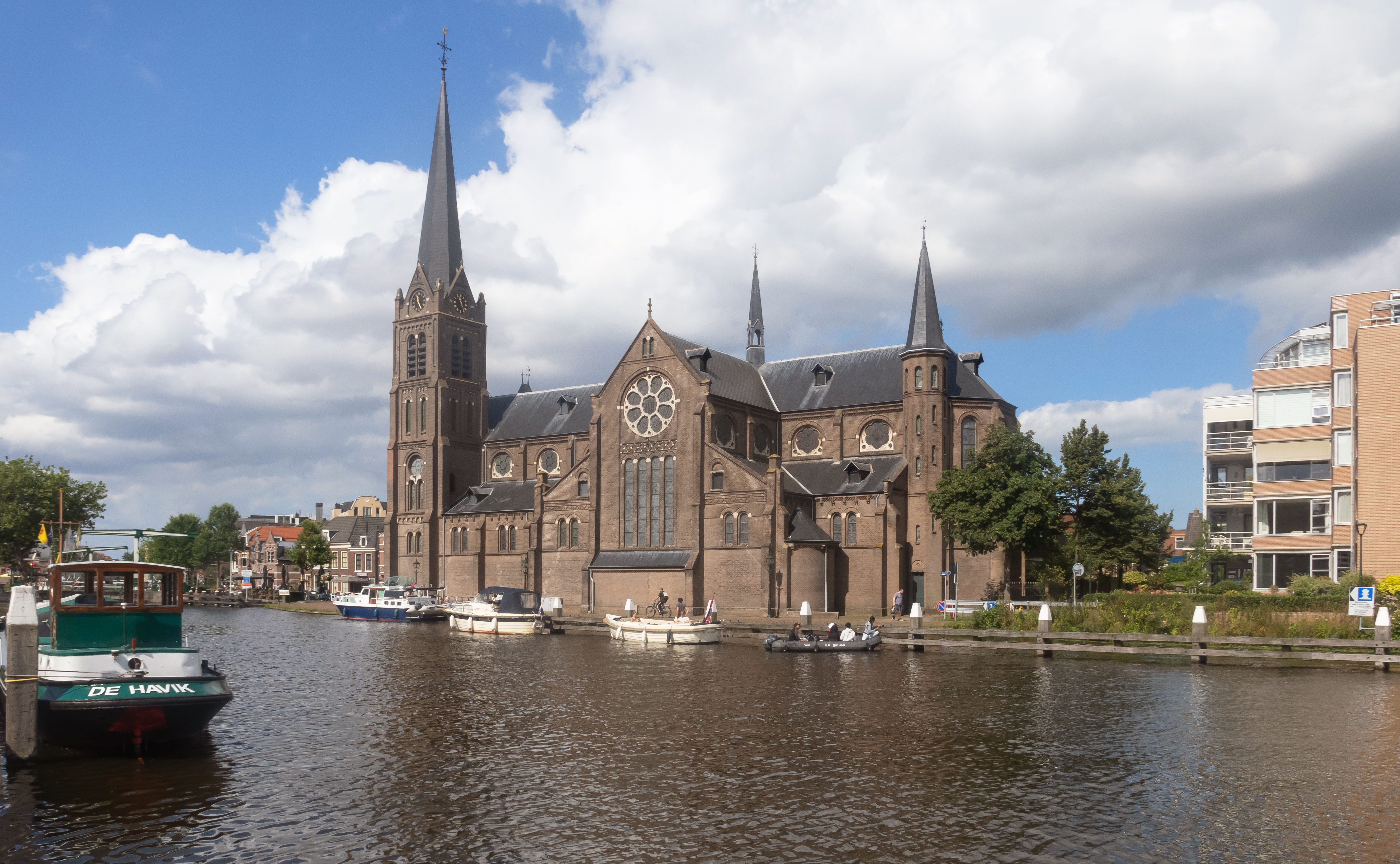
RK H.H. Petrus en Pauluskerk aan de Vliet
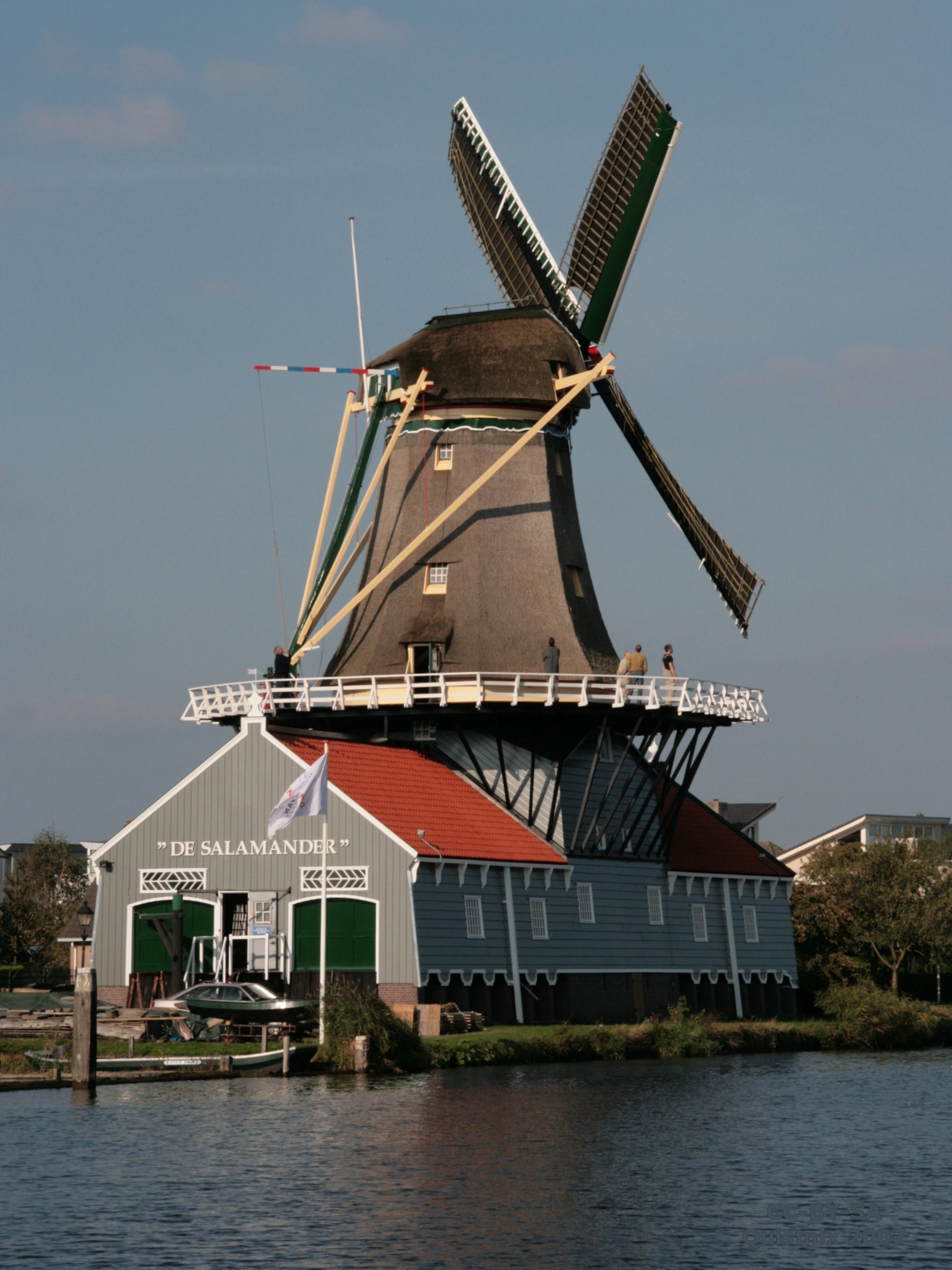
Houtzaagmolen De Salamander
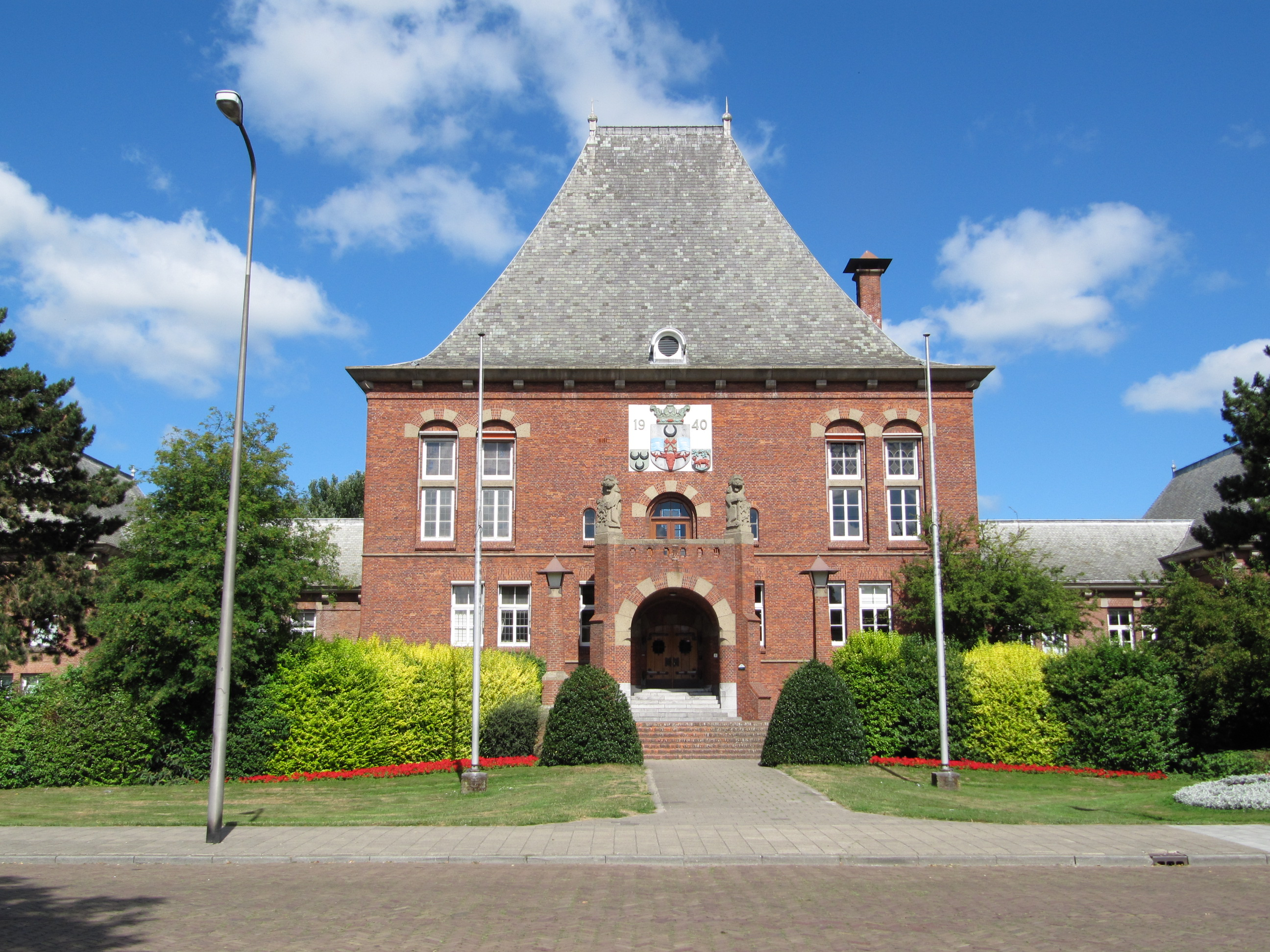
Raadhuis, ontwerp van Alexander Kropholler
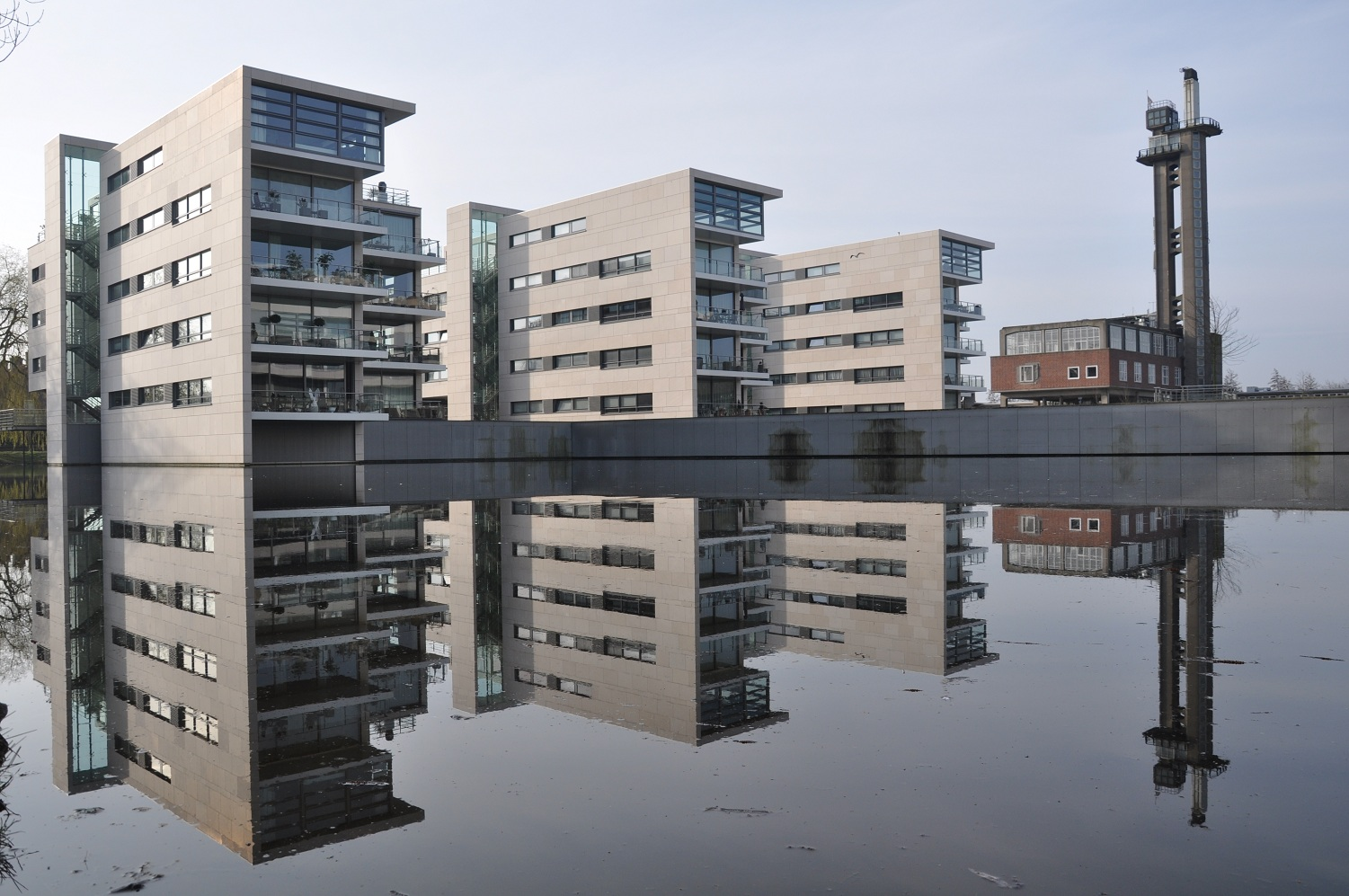
Neherpark en Neherlaboratorium
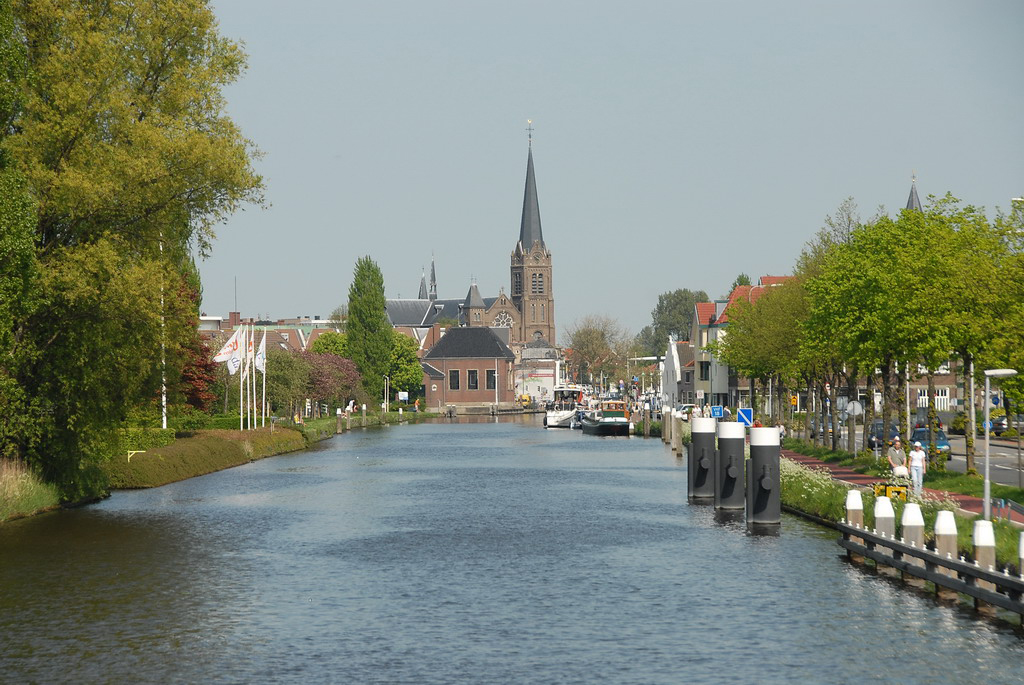
Zicht op het centrum over de Vliet
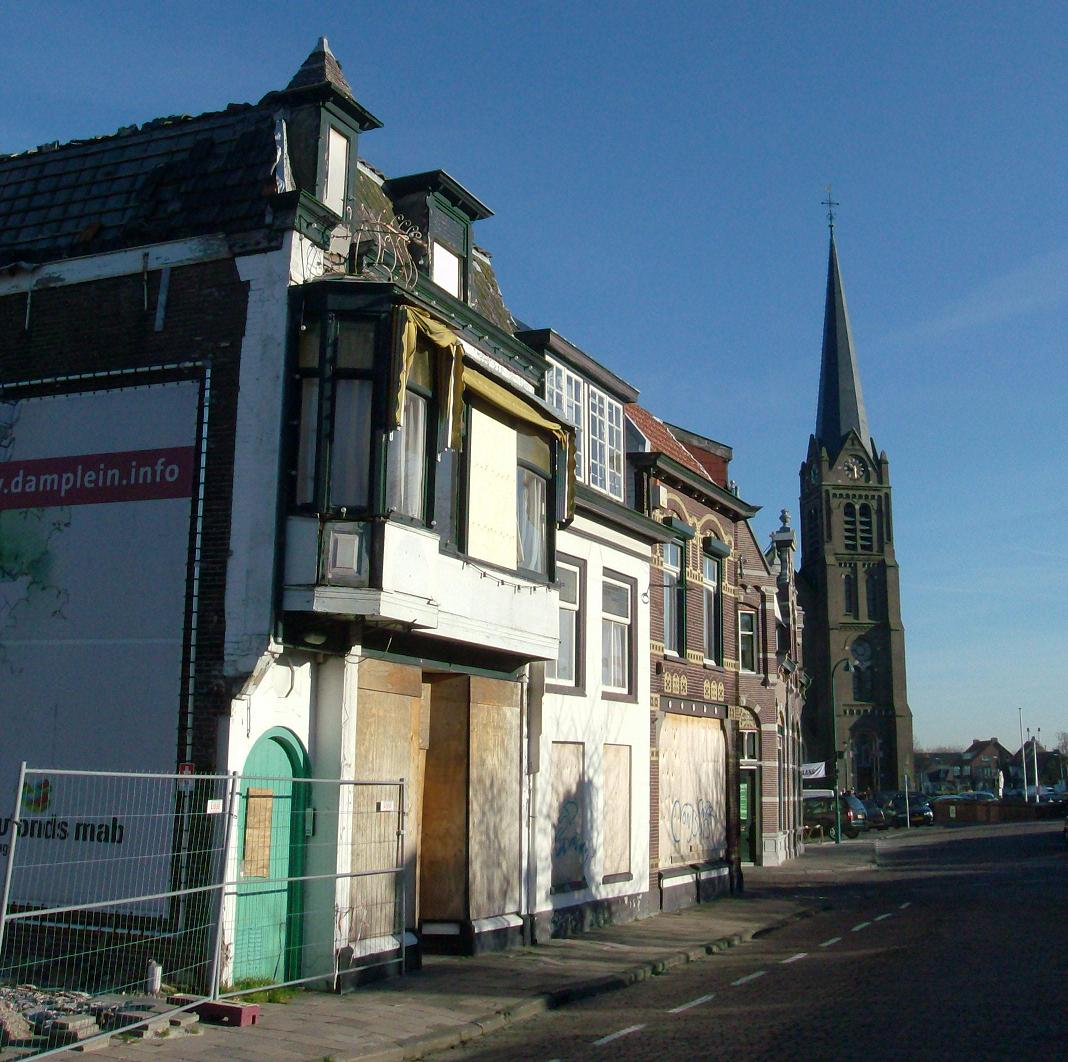
De Sluiskant in 2008
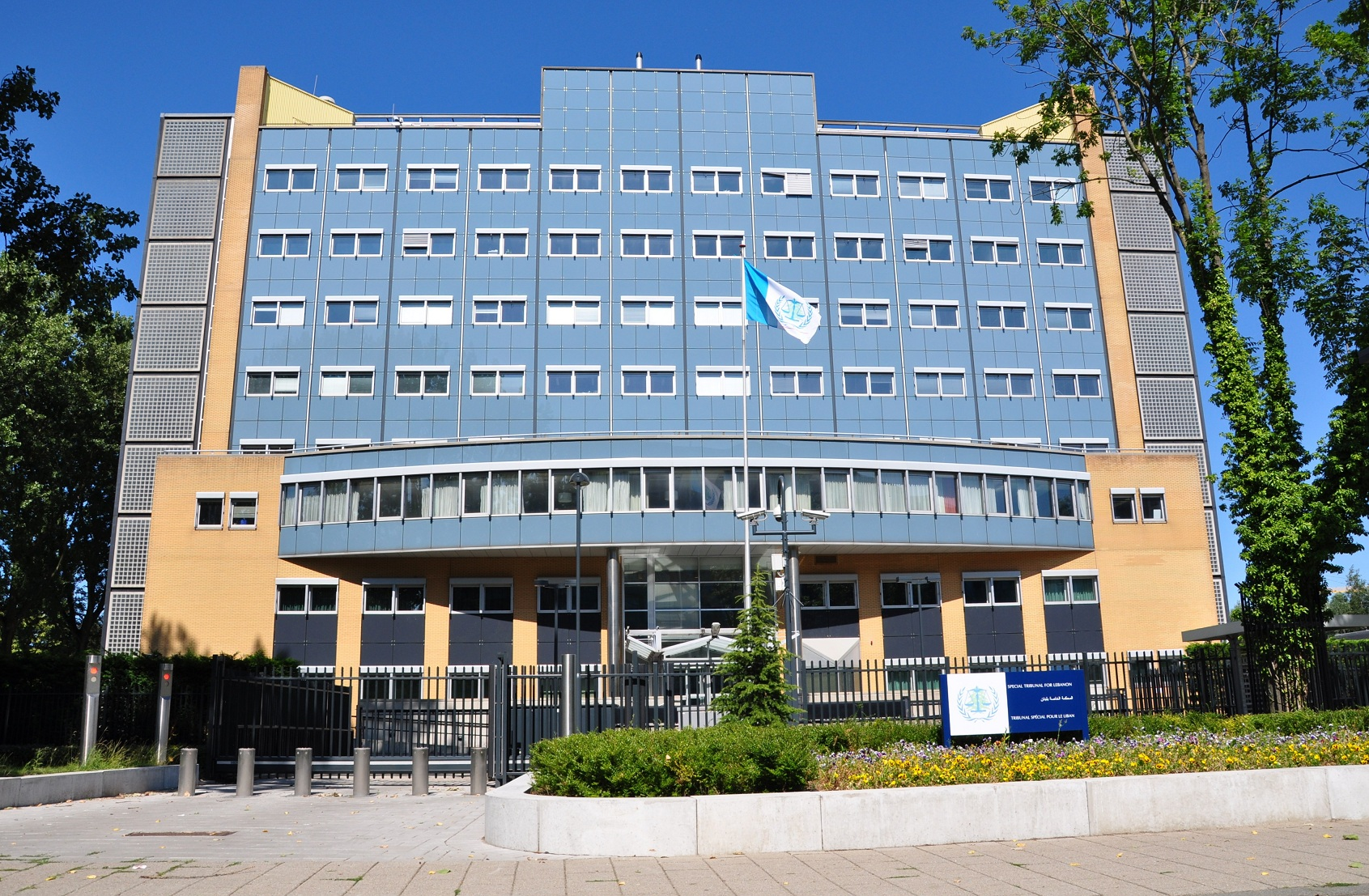
Het Libanontribunaal

- Library of Congress Control Number: n83023598
- MusicBrainz: 02b7823e-4872-47c2-87ac-96d03f32ddbe
- Nationale Bibliotheek van Israël: 987007566948505171
- Virtual International Authority File: 129039505

Leidschendam · Stompwijk · Voorburg    Buurtschappen: Meer · Oostvliet · Wilsveen

Zuid-Holland: Steden en dorpen      Nederland: Provincies · Gemeenten